# 村井章介
村井 章介（むらい しょうすけ、1949年 - ）は、日本の歴史学者。専門は、日本中世史・対外関係史。東京大学名誉教授。大阪市旭区出身。

## 経歴
- 1972年3月 東京大学文学部国史学科卒業
- 1974年3月 東京大学大学院人文科学修士課程修了
- 1974年4月 東京大学史料編纂所入所
- 1975年 史料編纂所中世史料部助手
- 1985年 史料編纂所助教授
- 1991年 東京大学文学部助教授
- 1993年3月 「アジアの中の中世日本」東京大学より博士（文学）の学位を取得
- 1994年 東京大学文学部教授
- 1995年 東京大学大学院人文社会系研究科教授
- 2013年3月 東京大学を定年退官、東京大学名誉教授
- 2013年4月 立正大学文学部史学科教授
- 2014年 角川源義賞受賞
- 2019年3月 立正大学定年退職

## 人物
門下に国際日本文化研究センター助教の呉座勇一がいる。

## 著書
- 『アジアのなかの中世日本』（校倉書房） 1988
- 『中世倭人伝』（岩波新書） 1993
- 『東アジア往還 - 漢詩と外交』（朝日新聞社） 1995
- 『海から見た戦国日本 - 列島史から世界史へ』（ちくま新書） 1997、のち改題増補版『世界史のなかの戦国日本』（ちくま学芸文庫） 2012
- 『国境を超えて - 東アジア海域世界の中世』（校倉書房） 1997
- 『中世日本の内と外』（筑摩書房、ちくまプリマーブックス） 1999、のち増補版（ちくま学芸文庫） 2013
- 『北条時宗と蒙古襲来 - 時代・世界・個人を読む』（日本放送出版協会、NHKブックス） 2001、のち改題増補版『北条時宗と安達泰盛 - 異国合戦と鎌倉政治史』（講談社学術文庫） 2022
- 『分裂する王権と社会』（中央公論新社、日本の中世10） 2003
- 『東アジアのなかの日本文化』（放送大学教育振興会） 2005
- 『中世の国家と在地社会』（校倉書房） 2005
- 『境界をまたぐ人びと』（山川出版社） 2006
- 『日本中世境界史論』（岩波書店） 2013
- 『日本中世の異文化接触』（東京大学出版会） 2013
- 『中世史研究の旅路　戦後歴史学と私』（校倉書房） 2014
- 『中世史料との対話』（吉川弘文館） 2014
- 『境界史の構想 日本歴史 私の最新講義』（敬文社） 2014
- 『分裂から天下統一へ』（岩波新書、シリーズ日本中世史4） 2016
- 『古琉球 海洋アジアの輝ける王国』（角川選書） 2019
- 『東アジアのなかの日本文化』（北海道大学出版会） 2021

### 校訂・編著ほか
- 『老松堂日本行録 朝鮮使節の見た中世日本』（宋希璟 、岩波文庫） 1987
- 『日本史を海から洗う』（竹内実, 川勝平太, 清水元, 高谷好一共著、南風社） 1996
- 『環日本海と環シナ海 - 日本列島の16世紀』（朝日新聞社） 1995
- 『中世』（責任編集、岩波書店、日本史史料2） 1998
- 『南北朝の動乱』（吉川弘文館、日本の時代史10） 2003
- 『港町と海域世界』（青木書店、シリーズ港町の世界史1） 2005
- 『「人のつながり」の中世』（山川出版社） 2008
- 『中世東国武家文書の研究 - 白河結城家文書の成立と伝来』（高志書院） 2008
- 『東アジアのなかの建長寺 宗教・政治・文化が交叉する禅の生地』（勉誠出版） 2014

### 共編著
- 『肥前松浦党有浦文書』（福田以久生、清文堂出版） 1982、改訂版 2001
- 『鎌倉時代の政治関係文書』（瀬野精一郎、吉川弘文館） 1986
- 『鎌倉時代の法制関係文書』（瀬野精一郎、吉川弘文館） 1987
- 『アジアのなかの日本史』1 - 6（荒野泰典, 石井正敏、東京大学出版会） 1992 - 1993
  1. 「アジアと日本」
  2. 「外交と戦争」
  3. 「海上の道」
  4. 「地域と民族」
  5. 「自意識と相互理解」
  6. 「文化と技術」
- 『中世東国の物流と都市』（峰岸純夫、山川出版社） 1995
- 『境界の日本史』（佐藤信, 吉田伸之、山川出版社） 1997
- 『中世後期における東アジアの国際関係』（大隅和雄、山川出版社） 1997
- 『中世のみちと物流』（藤原良章、山川出版社） 1999
- 『北の環日本海世界 - 書きかえられる津軽安藤氏』（斉藤利男, 小口雅史、山川出版社） 2002
- 『地球的世界の成立』（荒野泰典, 石井正敏、吉川弘文館） 2013
- 『大航海時代の日本と金属交易』（平尾良光, 飯沼賢司、思文閣出版） 2014
- 『日明関係史研究入門 アジアのなかの遣明船』（橋本雄, 伊藤幸司, 須田牧子, 関周一、勉誠出版） 2015
- 『対外交流史』（シリーズ「新体系日本史」5）（荒野典, 石井正敏, 千葉功、山川出版社） 2021